# Hoyt Wilhelm
James Hoyt Wilhelm (* 26. Juli 1922 in Huntersville, North Carolina; † 23. August 2002 in Sarasota, Florida) war ein US-amerikanischer Baseballspieler in der Major League Baseball (MLB). 

## Biografie
Hoyt Wilhelm begann seine Karriere in der National League am 19. April 1952 im Alter von 29 Jahren bei den New York Giants. Seinen ersten Sieg als Einwechselwerfer erhielt er am 23. April 1952 bei einem 9:5-Sieg gegen die Boston Braves. In seinem ersten Schlagauftritt in der Major League gelang Wilhelm ein Home Run gegen Dick Hoover von den Braves. Dieser Home Run sollte der einzige in seiner zwanzigjährigen Karriere bleiben. 
Wilhelm galt als einer der erfolgreichsten Einwechselwerfer aller Zeiten. Bei den Cleveland Indians und den Baltimore Orioles wurde er auch als Startwerfer eingesetzt. Insgesamt bestritt Wilhelm 1070 Spiele als Pitcher, ein Rekord, der erst am 26. September 1998 von Dennis Eckersley gebrochen werden sollte. Wilhelm war der erste Spieler, der 200 Saves in den Major Leagues erreichte. Mit seinen 124 Siegen als Einwechselwerfer führt er noch heute die Bestenliste an. Seine Karriere beendete Wilhelm am 10. Juli 1972 im Alter von 49 Jahren.
1985 wurde Hoyt Wilhelm in die Baseball Hall of Fame gewählt. 2002 verstarb er im Alter von 80 Jahren in Sarasota, Florida.